# Vasîlivka, Bobrîneț
Vasîlivka (în ucraineană Василівка) este localitatea de reședință a comunei Vasîlivka din raionul Bobrîneț, regiunea Kirovohrad, Ucraina.

## Demografie
Componența lingvistică a localității Vasîlivka
     Ucraineană (97,89%)
     Rusă (1,2%)
     Alte limbi (0,6%)
Conform recensământului din 2001, majoritatea populației localității Vasîlivka era vorbitoare de ucraineană (97,89%), existând în minoritate și vorbitori de rusă (1,2%).